# Bob Bednarski
Bob Bednarski (* 5. April 1944 in Hartford, Connecticut, Vereinigte Staaten; † 22. Februar 2004 in Springfield, Massachusetts, Vereinigte Staaten) war ein US-amerikanischer Gewichtheber.

## Werdegang
Bob Bednarski betrieb als Jugendlicher Leichtathletik und Football, kam aber schon mit 15 Jahren zum Gewichtheben. Im Pacific Barbell Club trainierte er hart und stellte bei den US-amerikanischen Meisterschaften 1963 mit 139 kg einen Junioren-Weltrekord im Mittelschwergewicht (bis 90 kg Körpergewicht) auf. Er entwickelte sich weiter positiv und erreichte im Januar 1966 als Sieger der Philadelphia-Meisterschaft im Schwergewicht 495 kg. Im gleichen Jahr wurde er Zweiter der US-amerikanischen Meisterschaft im Schwergewicht mit 512,5 kg und schlug dabei sogar Norbert Schemansky. Bei Weltmeisterschaften belegte er zweimal den zweiten und einmal den dritten Platz.
Pech hatte er 1968, als er zwar mit ausgezeichneten 580 kg USA-Meister im Schwergewicht wurde, aber bei der entscheidenden US-Olympiaausscheidung nur den dritten Platz belegte und somit nicht für die Olympischen Spiele in Mexiko-Stadt nominiert wurde. Sehr unglücklich verliefen für ihn auch die Weltmeisterschaften 1969 in Warschau. Nach dem Drücken führte er überraschend vor dem hohen Favoriten Jaan Talts aus der UdSSR mit 7,5 kg Vorsprung. Als Talts gezwungenermaßen im Stoßen taktierte, ließen sich die Betreuer Bednarskis nervös machen und steigerten, nachdem Bednarski 205 kg gestoßen hatte und es gar nicht nötig war, ebenfalls das für den letzten Versuch gewünschte Gewicht und überschritten dabei angeblich das Zeitlimit von 2 Minuten, das jedem Heber für einen Versuch zur Verfügung steht.
Die amerikanischen Betreuer stritten dies zwar ab und behaupteten, die Steigerung sei 20 Sekunden vor Ablauf des Zeitlimits beim Kampfgericht angemeldet worden, aber die Jury, in der die Vertreter von Ostblock-Staaten die Mehrheit hatten, gab dem Kampfgericht recht. Beide, Talts und Bednarski stießen anschließend 212,5 kg. Freilich hätte Bednarski diesen Versuch gar nicht mehr ausführen dürfen. Unter Einbeziehung dieser Versuche hatte Bednarski 555 kg und Talts 547,5 kg erreicht. Da jedoch der Versuch Bednarskis nicht gewertet wurde, gewann Talts bei gleicher Leistung von 547,5 kg für beide wegen des leichteren Körpergewichts. Bei der abschließenden Siegerehrung wurde Talts, der nichts für das Geschehen konnte, vom polnischen Publikum mit einem gellenden Pfeifkonzert bedacht, während Bednarski, dessen Urgroßeltern aus Polen stammten, umjubelt wurde.
Bob Bednarski hob noch bis 1973 und wurde nach Abschluss seiner Karriere 1973 Geschäftsmann im Sportartikelbereich. Er starb bereits mit 60 Jahren im Jahr 2004.

## Internationale Erfolge/Mehrkampf
(WM = Weltmeisterschaft, Ms = Mittelschwergewicht, 1.S. = 1. Schwergewicht, bis 110 kg Körpergewicht, S = Schwergewicht, über 90, bzw. 110 kg Körpergewicht, Wettkämpfe bis 1972 im olympischen Dreikampf, bestehend aus Drücken, Reißen und Stoßen, ab 1973 im Zweikampf, bestehend aus Reißen und Stoßen)
- 1966, 1. Platz, Nordamer. Meistersch. in York, S mit 522,5 kg, vor Gary Gubner, USA, 522,5 kg;
- 1966, 2. Platz, WM in Berlin, S, mit 537,5 kg, hinter Leonid Schabotinski, UdSSR, 567,5 kg und vor Stanislaw Batischtschew, UdSSR, 530 kg;
- 1969, 2. Platz, WM in Warschau, 1.S., mit 547,5 kg, hinter Jaan Talts, UdSSR, 547,5 kg und vor Kauko Kangasniemi, Finnland, 507,5 kg;
- 1970, 3. Platz, WM in Columbus/USA, 1.S., mit 530 kg, hinter Talts, 565 kg und Alexander Kraitschew, Bulgarien, 535 kg

## Medaillen Einzeldisziplinen
- WM-Goldmedaillen: 1969, Drücken, 182,5 kg – 1969, Reißen, 165 kg;
- WM-Silbermedaille: 1969, Stoßen, 205 kg;
- WM-Bronzemedaillen: 1970, Drücken, 182,5 kg – 1970 Stoßen, 200 kg

## USA-Meisterschaften
- 1963, 4. Platz, Ms, mit 410 kg;
- 1964, 1. Platz (Junioren), Ms, mit 430 kg, vor Bob Bartholomew, 425 kg;
- 1965, 3. Platz, Ms, mit 432,5 kg, hinter Bill March, 465 kg und Bartholomew, 452,5 kg;
- 1966, 2. Platz, S, mit 512,5 kg, hinter Gubner, 532,5 kg und vor Norbert Schemansky, 475 kg;
- 1967, 1. Platz, S, mit 532,5 kg, vor Joe Dube, 512,5 kg und Schemansky, 320 kg (3 Fehlversuche im Stoßen);
- 1968, 1. Platz, S, mit 580 kg, vor Dube, 532,5 kg und Rendino, 450 kg;
- 1969, 1. Platz, 1.S, mit 550 kg, vor Gary Deal, 515 kg und Bill March, 512,5 kg;
- 1970, 1. Platz, 1.S., mit 537,5 kg, vor Deal, 522,5 kg und Bill Stipling, 502,5 kg;
- 1971, unplatziert, mit 3 Fehlversuchen im Drücken;
- 1973, 1. Platz, 1.S., mit 340 kg, vor Frank Capsouras, 335 kg und John Lewandowski, 332,5 kg

USA-Olympiaausscheidung:
- 1968, 3. Platz, S, mit 565 kg, hinter Joe Dube, 575 kg und Ernest Pickett, 572,5 kg